# モヨーラ・パークFC
モヨーラ・パーク・フットボールクラブ（英語: Moyola Park Football Club）は、北アイルランドのロンドンデリー県のキャッスルドーソンをホームタウンとするサッカークラブ。

## 歴史
クラブはスペンサー・チチェスター卿の支援（パトロネージュ）の下で1879-80シーズン期間中に創設された。最初の試合は1880年2月14日に行われたクリフトンビルとの親善試合で、モヨーラが3-0で勝利した。スペンサー・チチェスター卿は1880年11月に設立されたアイリッシュ・フットボール・アソシエーション（IFA）の初代会長を務めた。1881年4月9日、アイリッシュカップ第1回大会の決勝でクリフトンビルに1-0で勝利し、初代優勝クラブとなった。1890年に創設されたアイリッシュ・フットボールリーグには参加しなかった。
クラブ創設125周年の2005年に新スタジアム建設を申請し、2010年7月31日にMill Meadowが公式に開場した。同年1月16日には最初の公式戦となったIFAチャンピオンシップ2のラーガン・セルティック戦が行われていた。

## タイトル
- アイリッシュカップ：1回
  - 1880-81

出典

## 過去の成績
| シーズン | リーグ                                      | 順位 | 試 | 勝 | 分 | 敗 | 得 | 失 | 差  | 点 |
| -------- | ------------------------------------------- | ---- | -- | -- | -- | -- | -- | -- | --- | -- |
| 2008-09  | IFAインターリム・インターミディエイトリーグ | 09位 | 22 | 6  | 6  | 10 | 24 | 37 | -13 | 24 |
| 2009-10  | IFAチャンピオンシップ2                      | 09位 | 28 | 10 | 5  | 13 | 42 | 42 | 0   | 35 |
| 2010-11  | IFAチャンピオンシップ2                      | 15位 | 30 | 6  | 5  | 19 | 31 | 67 | -36 | 23 |
| 2011-12  | IFAチャンピオンシップ2                      | 14位 | 30 | 9  | 2  | 19 | 34 | 71 | -37 | 29 |
| 2012-13  | IFAチャンピオンシップ2                      | 12位 | 30 | 6  | 10 | 14 | 35 | 51 | -16 | 28 |
| 2013-14  | NIFLチャンピオンシップ2                     | 07位 | 30 | 14 | 4  | 12 | 61 | 53 | +8  | 46 |
| 2014-15  | NIFLチャンピオンシップ2                     | 06位 | 28 | 14 | 6  | 8  | 58 | 44 | +14 | 48 |